# Lège-Cap-Ferret
Lège-Cap-Ferret är en kommun i departementet Gironde i regionen Nouvelle-Aquitaine i sydvästra Frankrike. Kommunen ligger i kantonen Audenge som tillhör arrondissementet Arcachon. År 2022 hade Lège-Cap-Ferret 8 051 invånare.

## Befolkningsutveckling
Antalet invånare i kommunen Lège-Cap-Ferret
Referens:INSEE

## Galleri

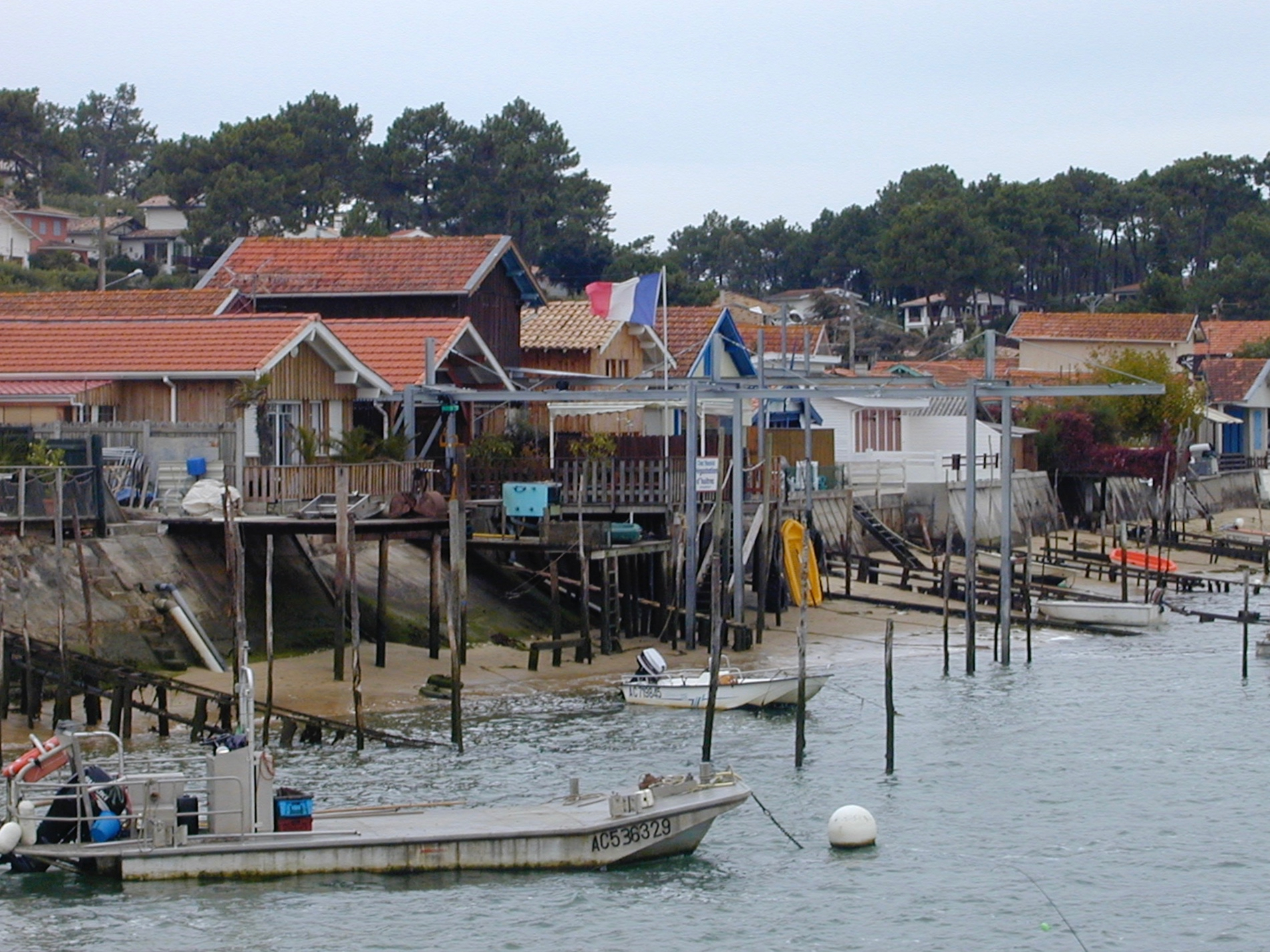
Ostronodling